# Llista d'asteroides/152401-152500
| Nom      | Designació provisional | Data de descobriment   | Lloc de descobriment | Descobridor/s       |
| -------- | ---------------------- | ---------------------- | -------------------- | ------------------- |
| 152401 - | 2005 UQ294             | 26 d'octubre de 2005   | Kitt Peak            | Spacewatch          |
| 152402 - | 2005 US299             | 26 d'octubre de 2005   | Kitt Peak            | Spacewatch          |
| 152403 - | 2005 UT307             | 27 d'octubre de 2005   | Mount Lemmon         | Mount Lemmon Survey |
| 152404 - | 2005 UE313             | 29 d'octubre de 2005   | Catalina             | CSS                 |
| 152405 - | 2005 UF316             | 25 d'octubre de 2005   | Mount Lemmon         | Mount Lemmon Survey |
| 152406 - | 2005 UM319             | 27 d'octubre de 2005   | Kitt Peak            | Spacewatch          |
| 152407 - | 2005 UD322             | 27 d'octubre de 2005   | Kitt Peak            | Spacewatch          |
| 152408 - | 2005 US322             | 28 d'octubre de 2005   | Catalina             | CSS                 |
| 152409 - | 2005 US323             | 28 d'octubre de 2005   | Socorro              | LINEAR              |
| 152410 - | 2005 UY333             | 29 d'octubre de 2005   | Mount Lemmon         | Mount Lemmon Survey |
| 152411 - | 2005 UE340             | 31 d'octubre de 2005   | Kitt Peak            | Spacewatch          |
| 152412 - | 2005 UA343             | 31 d'octubre de 2005   | Catalina             | CSS                 |
| 152413 - | 2005 UG345             | 29 d'octubre de 2005   | Mount Lemmon         | Mount Lemmon Survey |
| 152414 - | 2005 UW349             | 27 d'octubre de 2005   | Palomar              | NEAT                |
| 152415 - | 2005 UT357             | 31 d'octubre de 2005   | Mount Lemmon         | Mount Lemmon Survey |
| 152416 - | 2005 UW365             | 27 d'octubre de 2005   | Kitt Peak            | Spacewatch          |
| 152417 - | 2005 UX373             | 27 d'octubre de 2005   | Kitt Peak            | Spacewatch          |
| 152418 - | 2005 UX381             | 25 d'octubre de 2005   | Socorro              | LINEAR              |
| 152419 - | 2005 UG382             | 26 d'octubre de 2005   | Socorro              | LINEAR              |
| 152420 - | 2005 UH383             | 27 d'octubre de 2005   | Socorro              | LINEAR              |
| 152421 - | 2005 UK384             | 27 d'octubre de 2005   | Catalina             | CSS                 |
| 152422 - | 2005 UE386             | 30 d'octubre de 2005   | Socorro              | LINEAR              |
| 152423 - | 2005 UK386             | 30 d'octubre de 2005   | Catalina             | CSS                 |
| 152424 - | 2005 UJ393             | 27 d'octubre de 2005   | Anderson Mesa        | LONEOS              |
| 152425 - | 2005 UL396             | 26 d'octubre de 2005   | Palomar              | NEAT                |
| 152426 - | 2005 UW396             | 27 d'octubre de 2005   | Catalina             | CSS                 |
| 152427 - | 2005 UM397             | 28 d'octubre de 2005   | Socorro              | LINEAR              |
| 152428 - | 2005 UY397             | 30 d'octubre de 2005   | Catalina             | CSS                 |
| 152429 - | 2005 UO398             | 30 d'octubre de 2005   | Kitt Peak            | Spacewatch          |
| 152430 - | 2005 UX406             | 30 d'octubre de 2005   | Mount Lemmon         | Mount Lemmon Survey |
| 152431 - | 2005 UV408             | 31 d'octubre de 2005   | Mount Lemmon         | Mount Lemmon Survey |
| 152432 - | 2005 UZ414             | 25 d'octubre de 2005   | Kitt Peak            | Spacewatch          |
| 152433 - | 2005 UO438             | 28 d'octubre de 2005   | Kitt Peak            | Spacewatch          |
| 152434 - | 2005 UV438             | 28 d'octubre de 2005   | Kitt Peak            | Spacewatch          |
| 152435 - | 2005 UJ439             | 29 d'octubre de 2005   | Catalina             | CSS                 |
| 152436 - | 2005 UA440             | 29 d'octubre de 2005   | Catalina             | CSS                 |
| 152437 - | 2005 UM442             | 29 d'octubre de 2005   | Palomar              | NEAT                |
| 152438 - | 2005 UO442             | 29 d'octubre de 2005   | Palomar              | NEAT                |
| 152439 - | 2005 UP446             | 29 d'octubre de 2005   | Catalina             | CSS                 |
| 152440 - | 2005 UN447             | 29 d'octubre de 2005   | Catalina             | CSS                 |
| 152441 - | 2005 UE449             | 30 d'octubre de 2005   | Kitt Peak            | Spacewatch          |
| 152442 - | 2005 US455             | 29 d'octubre de 2005   | Catalina             | CSS                 |
| 152443 - | 2005 UY460             | 28 d'octubre de 2005   | Mount Lemmon         | Mount Lemmon Survey |
| 152444 - | 2005 UV468             | 30 d'octubre de 2005   | Kitt Peak            | Spacewatch          |
| 152445 - | 2005 UF473             | 30 d'octubre de 2005   | Mount Lemmon         | Mount Lemmon Survey |
| 152446 - | 2005 UQ476             | 24 d'octubre de 2005   | Palomar              | NEAT                |
| 152447 - | 2005 US476             | 24 d'octubre de 2005   | Palomar              | NEAT                |
| 152448 - | 2005 UZ484             | 22 d'octubre de 2005   | Catalina             | CSS                 |
| 152449 - | 2005 UK491             | 24 d'octubre de 2005   | Anderson Mesa        | LONEOS              |
| 152450 - | 2005 UK496             | 26 d'octubre de 2005   | Anderson Mesa        | LONEOS              |
| 152451 - | 2005 UA501             | 27 d'octubre de 2005   | Catalina             | CSS                 |
| 152452 - | 2005 UB501             | 27 d'octubre de 2005   | Catalina             | CSS                 |
| 152453 - | 2005 UP501             | 27 d'octubre de 2005   | Catalina             | CSS                 |
| 152454 - | 2005 VS2               | 3 de novembre de 2005  | Piszkéstető          | Piszkéstető         |
| 152455 - | 2005 VN7               | 11 de novembre de 2005 | RAS                  | R. Hutsebaut        |
| 152456 - | 2005 VF8               | 1 de novembre de 2005  | Kitt Peak            | Spacewatch          |
| 152457 - | 2005 VT13              | 3 de novembre de 2005  | Catalina             | CSS                 |
| 152458 - | 2005 VY13              | 3 de novembre de 2005  | Catalina             | CSS                 |
| 152459 - | 2005 VG15              | 1 de novembre de 2005  | Anderson Mesa        | LONEOS              |
| 152460 - | 2005 VY16              | 3 de novembre de 2005  | Socorro              | LINEAR              |
| 152461 - | 2005 VL43              | 5 de novembre de 2005  | Socorro              | LINEAR              |
| 152462 - | 2005 VF71              | 1 de novembre de 2005  | Mount Lemmon         | Mount Lemmon Survey |
| 152463 - | 2005 VE77              | 4 de novembre de 2005  | Socorro              | LINEAR              |
| 152464 - | 2005 VD81              | 5 de novembre de 2005  | Kitt Peak            | Spacewatch          |
| 152465 - | 2005 VJ96              | 7 de novembre de 2005  | Socorro              | LINEAR              |
| 152466 - | 2005 VJ106             | 1 de novembre de 2005  | Socorro              | LINEAR              |
| 152467 - | 2005 VC114             | 10 de novembre de 2005 | Mount Lemmon         | Mount Lemmon Survey |
| 152468 - | 2005 VN114             | 10 de novembre de 2005 | Eskridge             | Eskridge            |
| 152469 - | 2005 VG124             | 6 de novembre de 2005  | Mount Lemmon         | Mount Lemmon Survey |
| 152470 - | 2005 WJ                | 19 de novembre de 2005 | RAS                  | A. Lowe             |
| 152471 - | 2005 WE1               | 21 de novembre de 2005 | Wrightwood           | J. W. Young         |
| 152472 - | 2005 WZ3               | 23 de novembre de 2005 | Ottmarsheim          | C. Rinner           |
| 152473 - | 2005 WS4               | 20 de novembre de 2005 | Catalina             | CSS                 |
| 152474 - | 2005 WY5               | 21 de novembre de 2005 | Anderson Mesa        | LONEOS              |
| 152475 - | 2005 WD10              | 21 de novembre de 2005 | Catalina             | CSS                 |
| 152476 - | 2005 WH19              | 24 de novembre de 2005 | Palomar              | NEAT                |
| 152477 - | 2005 WE25              | 21 de novembre de 2005 | Kitt Peak            | Spacewatch          |
| 152478 - | 2005 WP30              | 21 de novembre de 2005 | Kitt Peak            | Spacewatch          |
| 152479 - | 2005 WF33              | 21 de novembre de 2005 | Catalina             | CSS                 |
| 152480 - | 2005 WB56              | 25 de novembre de 2005 | Mount Lemmon         | Mount Lemmon Survey |
| 152481 - | 2005 WY57              | 30 de novembre de 2005 | RAS                  | E. Guido            |
| 152482 - | 2005 WG59              | 21 de novembre de 2005 | Anderson Mesa        | LONEOS              |
| 152483 - | 2005 WV59              | 25 de novembre de 2005 | Palomar              | NEAT                |
| 152484 - | 2005 WX59              | 26 de novembre de 2005 | Catalina             | CSS                 |
| 152485 - | 2005 WD64              | 25 de novembre de 2005 | Mount Lemmon         | Mount Lemmon Survey |
| 152486 - | 2005 WJ74              | 27 de novembre de 2005 | Anderson Mesa        | LONEOS              |
| 152487 - | 2005 WD77              | 25 de novembre de 2005 | Kitt Peak            | Spacewatch          |
| 152488 - | 2005 WA79              | 25 de novembre de 2005 | Kitt Peak            | Spacewatch          |
| 152489 - | 2005 WE89              | 25 de novembre de 2005 | Mount Lemmon         | Mount Lemmon Survey |
| 152490 - | 2005 WX89              | 26 de novembre de 2005 | Catalina             | CSS                 |
| 152491 - | 2005 WX90              | 28 de novembre de 2005 | Catalina             | CSS                 |
| 152492 - | 2005 WM91              | 28 de novembre de 2005 | Catalina             | CSS                 |
| 152493 - | 2005 WE92              | 25 de novembre de 2005 | Mount Lemmon         | Mount Lemmon Survey |
| 152494 - | 2005 WK100             | 28 de novembre de 2005 | Catalina             | CSS                 |
| 152495 - | 2005 WH104             | 28 de novembre de 2005 | Catalina             | CSS                 |
| 152496 - | 2005 WA106             | 29 de novembre de 2005 | Catalina             | CSS                 |
| 152497 - | 2005 WJ120             | 29 de novembre de 2005 | Mount Lemmon         | Mount Lemmon Survey |
| 152498 - | 2005 WS123             | 25 de novembre de 2005 | Mount Lemmon         | Mount Lemmon Survey |
| 152499 - | 2005 WO155             | 29 de novembre de 2005 | Palomar              | NEAT                |
| 152500 - | 2005 WX165             | 29 de novembre de 2005 | Mount Lemmon         | Mount Lemmon Survey |